# Dick’s Picks Volume 2
Dick’s Picks Volume 2 ist ein 1995 veröffentlichtes Livealbum der US-amerikanischen Band Grateful Dead.

## Geschichte
Das Album wurde bei einem Halloween-Auftritt am 31. Oktober 1971 im Ohio Theatre in Columbus, Ohio, aufgenommen und im März 1995 veröffentlicht. Das Ohio Theatre war erst kurz zuvor restauriert und neu eröffnet worden, bevor es 1977 unter dem offiziellen Namen Official Theatre of the State of Ohio als historisches Nationaldenkmal eingetragen wurde.
Dick’s Picks Volume 2 ist das einzige Album der Dick’s Picks-Serie, welches aus einer einzelnen CD besteht. Die anderen Alben sind Doppel-, Dreifach- oder Vierfachalben.
Der Auftritt am 31. Oktober war einer der wenigen, bei dem die Band als Quintett auftrat. Mickey Hart hatte die Band kurz vorher verlassen, da sein Vater Geld von der Band veruntreute, und Ron McKernan wurde beim Konzert schon von Keith Godchaux ersetzt, da er gesundheitliche Probleme hatte. Keiths Frau Donna Godchaux sollte erst später zur Band stoßen, so dass die Band bis zum Tod von McKernan 1973 aus sieben Mitgliedern bestand.
Der Name Dick’s Pick stammt vom offiziellen Aufnahmearchivist der Band Dick Latvala, der die Serie startete und die Songs dazu auswählte.

Wie auch Volumen 1 ist Volumen 2 mit einer Caveat-emptor-Warnung versehen: 

„This compact disc has been digitally remastered directly from the original quarter track 7.5 ips analog tape. It is a snapshot of history, not a modern professional recording, and may therefore exhibit some technical anomalies and the unavoidable effects of the ravages of time.“

 Zudem gab ihm Rolling Stone genauso wie seinem Vorgängeralbum 2 von 5 Sternen, was die schlechteste Wertung unter den Alben der Dick’s Picks-Serie ist. Die besten Bewertungen haben Vol. 4 und 8 mit jeweils 5 von 5 Sternen.
Dick’s Picks Volume 2 war das letzte Album, welches vor dem Tod des Bandleaders Jerry Garcia veröffentlicht wurde.

## Titelliste
1. Dark Star / Jam (Garcia, Hart, Kreutzmann, Lesh, McKernan, Weir, Hunter) – 23:14
2. Sugar Magnolia (Weir, Hunter) – 6:33
3. St. Stephen (Garcia, Lesh, Hunter) – 7:10
4. Not Fade Away (Norman Petty, Buddy Holly) – 7:25
5. Going Down the Road Feeling Bad (traditionelles Lied) – 10:38
6. Not Fade Away (Petty, Holly) – 3:19